# Langrok

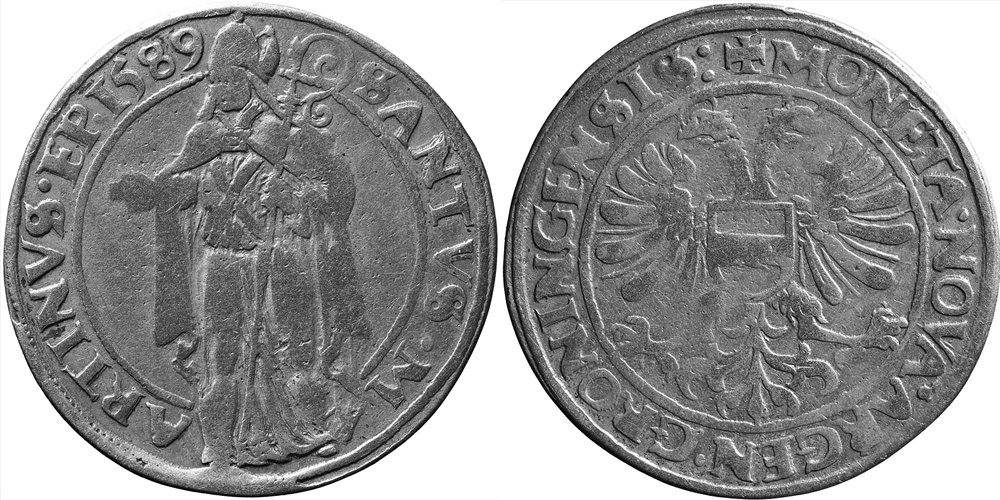
Groningen, dubbele flabbe van 8 stuiver of langrok, zilver, geslagen te Groningen in 1589.

Een langrok of dubbele flabbe is een 16e en 17e-eeuwse zilveren munt van de Stad Groningen met de waarde van acht stuiver. De term langrok is een in de 19e-eeuwse numismatiek ontstane gekunstelde benaming. De naam slaat op de albe die de op de munt afgebeelde bisschop draagt. In de tijd dat de munt in omloop was bestond het woord langrok niet en sprak men van een dubbele flabbe. Groningen had in die tijd een eigen muntsysteem, waarbij de flabbe vier stuiver waard was en een jager twee stuiver.
De langrok werd aangemunt in de periode 1589-1597 (zonder waardeaanduiding) en in 1626-1627 (met waardeaanduiding). In de tweede periode was de munt iets lichter en was ook het zilvergehalte wat gedaald. Op de voorzijde van de munt was de Groningse stadsheilige Sint Maarten als bisschop afgebeeld met mijter, koorkap en staf en gekleed in een tot op de grond hangende albe. De keerzijde toont de dubbelkoppige rijksadelaar uit het stadswapen van Groningen.

## Imitaties

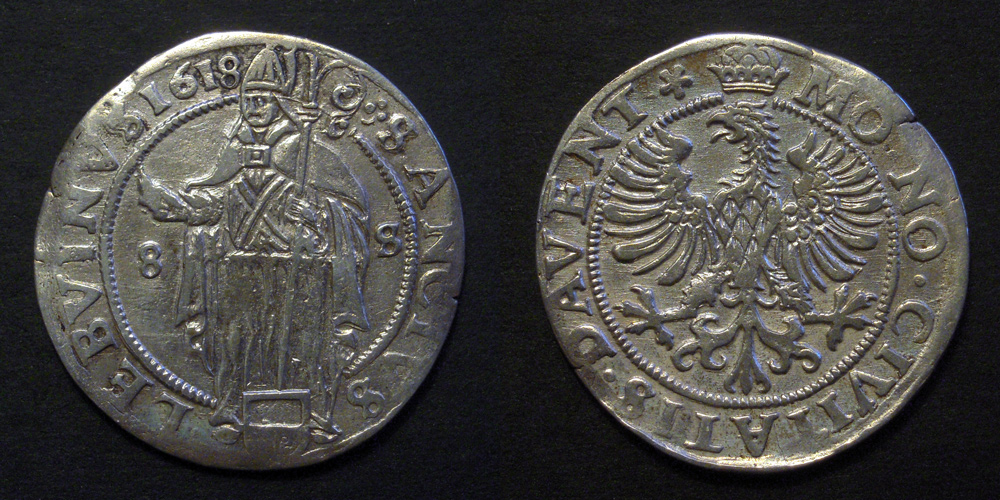
Deventer, dubbele flabbe van 8 stuiver of langrok, zilver, gedateerd 1618, geslagen te Deventer in 1619.

In 1619 sloeg de stad Deventer een imitatie van deze munt, gedateerd 1618, waarop dezelfde afgebeelde bisschop “Sanctus Lebuinus” werd genoemd, naar de Deventer stadsheilige. Lebuinus was – in tegenstelling tot Sint Maarten – echter nooit bisschop geweest. De keerzijde van de Deventer versie toont de adelaar uit het Deventer stadswapen.
Een tweede imitatie werd geslagen door graaf Herman-Frederik van den Bergh te Stevensweert in 1630.